# Парново
Парново (пол. Parnowo, нім. Parnow) — село в Польщі, у гміні Бесекеж Кошалінського повіту Західнопоморського воєводства.
Населення — 495 осіб (2011).

## Демографія
Демографічна структура станом на 31 березня 2011 року:
|          | Загалом | Допрацездатний вік | Працездатний вік | Постпрацездатний вік |
| -------- | ------- | ------------------ | ---------------- | -------------------- |
| Чоловіки | 237     | 47                 | 180              | 10                   |
| Жінки    | 258     | 53                 | 165              | 40                   |
| Разом    | 495     | 100                | 345              | 50                   |